# Claude Shannon
Claude Elwood Shannon (30. dubna 1916 Petoskey, Michigan – 24. února 2001 Boston, Massachusetts), byl americký elektronik a matematik, zvaný „otec teorie informace“. Je zakladatelem teorie návrhu digitálních elektrických obvodů, v roce 1948 jako první představil lineární model komunikace, též zvaný Shannonův a Weaverův model komunikace.

## Život
Již v dětství byl nadšeným radioamatérem a konstruktérem dálkově řízených modelů. Jeho vzorem byl T. A. Edison (byli vzdálení příbuzní). Vystudoval University of Michigan a v roce 1936 stal se asistentem na MIT. Ve stejném roce získal magisterský titul za diplomovou práci o využití Booleovy algebry při návrhu reléových sítí. Všiml si totiž, že jak Booloeva algebra (počítající na množině o 2 prvcích), tak relé mají dva prvky. Tímto založil nový vědní obor – teorii logických sítí, čímž otevřel prostor pro teorii konečných automatů a následně k teorii číslicových počítačů. Později napsal disertační práci, kde aplikoval podobný postup na genetiku. Tuto práci obhájil v roce 1940 a zároveň získal magisterský diplom v elektrotechnice. C. E. Shannon získal v roce 1941 stipendium na roční stáž na Institute of Advanced Study na Princetonské univerzitě.V roce 1942 nastoupil do Bellových laboratoří, kde působil 15 let a vytvořil zde teorii informace. Na Massachusettském technologickém institutu působil do roku 1978.
C. E. Shannon je většinou znám pouze v odborných kruzích v kybernetice či informatice. Jeho práce jsou psány matematicky velmi formálně. Nesnažil se o popularizaci svého díla a proto se s jeho jménem lze setkat jen obtížně.
Svou profesní kariéru ukončil poměrně brzy, podle vlastních slov si hodlal „užívat života“. Věnoval se hudbě a zabýval se vynalézáním různých „věcí“, například vytvořil dvousedadlovou jednokolku nebo kalkulátor, provádějící aritmetické operace s římskými číslicemi, zkonstruoval „robota“, který žongloval s několika míčky atd. Zemřel v roce 2001 a dožil se tak obrovského rozvoje oboru, který svými pracemi spoluzakládal.

## Dílo

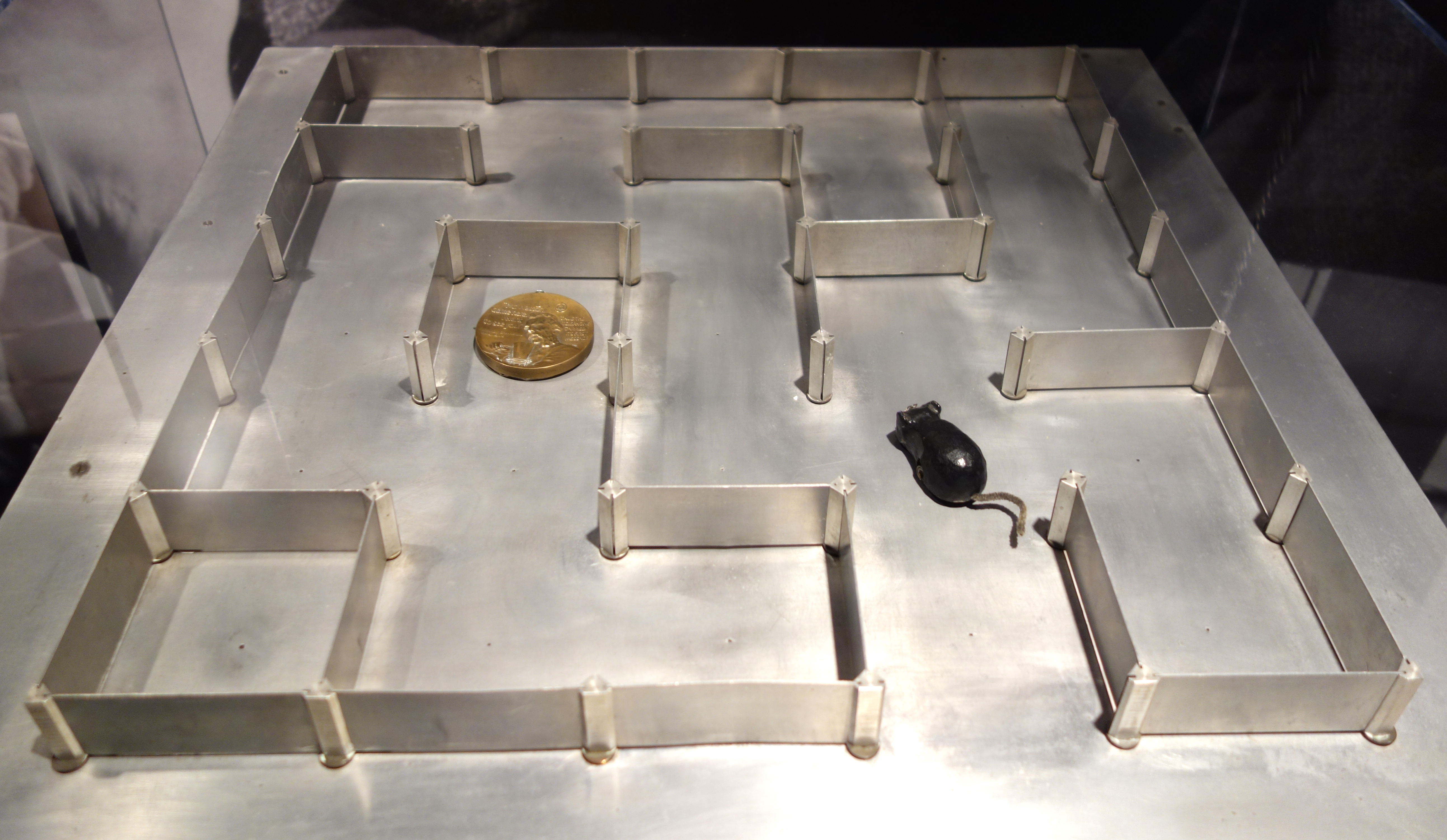
Shannonova elektromechanická myš Theseus (nazvána podle Thésea z řecké mytologie), která se pokouší projít bludištěm

Shannonova myš (též myška) – první sestrojený učící se mechanismus. Byl to na počítač napojený ocelový vozíček, který projížděl bludištěm a na základě pokusů a omylů, nalezl z bludiště optimální cestu ven. Při druhém pokusu projet bludištěm již náhodně netápal, ale dojel k cíli nejkratší možnou cestou za 15 sekund, zatímco první jízda, kdy se teprve učil cestu, zabrala 60 sekund. Byla to první ukázka umělé inteligence a učícího se stroje.
V roce 1950 Shannon publikoval vědeckou práci nazvanou Programming a Computer for Playing Chess. Popisoval, jak stroj může zahrát šachy.

## Publikace
- A mathematical theory of communication – napsal společně s Warrenem Weaverem. Podle historiků vědy se jedná o „Magnu chartu informačního věku“.[4] Článek otevřel cestu k vnímání informace jako předmětu zájmu vědy a tudíž k současné informační a znalostní společnosti. V tomto díle z roku 1948 dokázal klíčové teorémy o přenosu a reprezentaci informace, poprvé se zde objevilo slovo bit. Jeho motivací byla  snaha exaktně popsat komunikaci: jakým způsobem reprodukovat (přesně nebo přibližně) sdělení či signál vyslaný z nějakého místa v jiném zvoleném místě.[4] [7]